# Rhipidomys venezuelae
Rhipidomys venezuelae es una especie de roedor de la familia Cricetidae.

## Distribución geográfica
Se encuentra en Colombia y Venezuela. 